# ربيع بن سبرة الجهني
ربيع بن سبرة الجهني كان من رواة الحديث . كان أبوه سبرة بن معبد من أصحاب النبي محمد، فكان تابعيًا.
عاش ربيع في المدينة المنورة. وحديثه وارد في صحيح مسلم، وكتب السنن الأربعة. وقد وثقه علماء الحديث كالنسائي والذهبي وابن حجر وغيرهم.
وكان لربيع ابنان، هما: عبد الملك بن ربيع وعبد العزيز بن ربيع.